# Коптська книжкова культура

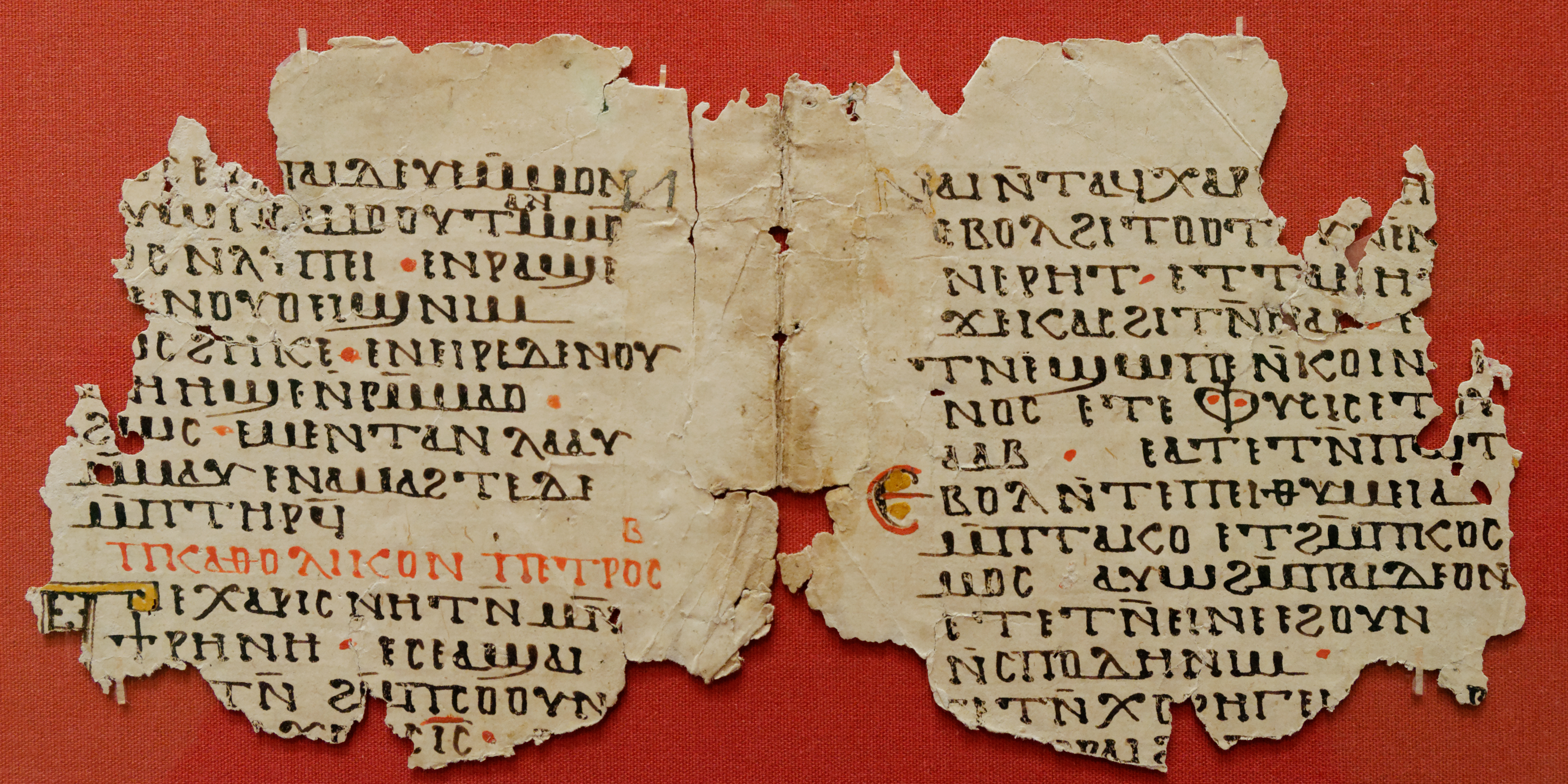
Літургійний кодекс VII століття з, Лувр

Коптська книжкова культура — пряме продовження давньоєгипетської та грецької книжкових традицій у пізньоантичному й середньовічному Єгипті. Коптська мова та література датуються кінцем III століття — у зв’язку з появою писемних пам’яток, — існували та розвивалися як мінімум до XIV століття. Після цього копти переходять на арабську мову, хоча в офіційне діловодство вона була введена ще у 706 році. Попри те, що коптська мова містить у собі понад десять говорів та говірок, як літературні використовувались, в основному, три — ахмімський, саїдський, бохайрський (останній перетворився в мову богослужінь). Книжкова інтелектуальна культура коптів розвивалась до кінця XVIII століття — у вигляді укладання словників і граматик — практично переходячи в наукову коптологію. Копти-християни дуже рано засвоїли форму книги-кодексу — спочатку папірусної, пізніше пергаментної, а також створили палітурне виробництво, яке частково вплинуло на ранньосередньовічне книжкове оформлення в Європі та на мусульманському сході. Завдяки особливостям клімату Єгипту збереглась значна кількість коптських рукописів  III—IV століть практично в оригінальному вигляді, а також декілька ранньосередньовічних книжкових зібрань, власники яких закопали їх у пісок пустелі, щоб зберегти від знищення.

## Виникнення коптської мови й літератури

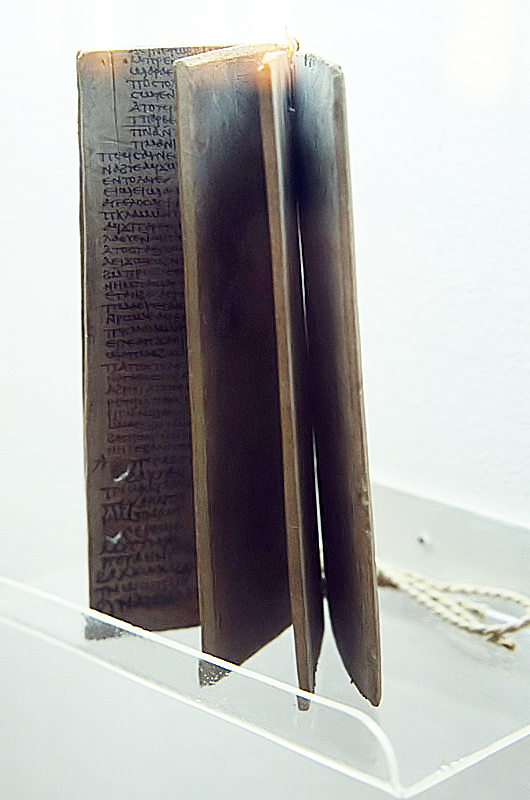
Коптський текст на дерев'яних табличках. Римський період, Ель-Харга, археологічний музей

З кінця IV століття до н. е. державною мовою Єгипту стала грецька, вона зберігала цей статус і в епоху римського завоювання та візантійську епоху. Грецька мова використовувалася культурною, економічною й політичною елітою суспільства, однак традиційні еліти (провінційне жрецтво) зберігали давньоєгипетську мову та демотичну писемність, яка використовувалася для документальних записів, а також медичних і магічних текстів, рідше — художньої літератури. Демотичний лист був украй складним і вимагав багаторічного вивчення, а крім того, демотика унеможливлювала переклад грецької літератури, особливо християнської, з її особливою термінологією. Самі єгиптяни визнавали незаперечну зручність, простоту й точність грецького алфавітного письма.
Перші відомі спроби запису єгипетського тексту грецьким алфавітом датуються III століттям до н. е. У грецькому Гамбурзькому папірусі № 627, записаному у 246—245 роках до н. е., є вставка єгипетською мовою. До цього ж часу відноситься фрагмент греко-єгипетського словника, де єгипетські слова написані грецькими буквами. В Абідоському храмі збереглося одне графіті, написане єгипетською мовою за допомогою грецьких букв близько 200 року до н. е. Від перших століть нашої ери збереглося понад десять так званих старокоптських текстів архаїчною єгипетською мовою, записаних грецьким алфавітом. Єдиного коптського алфавіту не існувало, кожен переписувач користувався індивідуальним набором додаткових демотичних знаків, якими доповнювалася грецька абетка. Єдиний алфавіт і норми орфографії розробили перекладачі Біблії. Перші переклади Святого Письма були зроблені саїдським діалектом, який в ту епоху, мабуть, був мовою освічених єгиптян. На основі цих перекладів виникла в III столітті перша літературна коптська мова — саїдський діалект, яким користувався найвизначніший коптський письменник — настоятель Білого монастиря Шенуте (жив між 333 і 451 роками). Коли в Римській імперії християнству був даний офіційний статус, то в Єгипті були засновані перші монастирі, в тому числі в Тавенісі в 320 році. Монастирі стали центрами утворення  й поширення нової інтелектуальної культури — коптської християнської.

## Тематика і зміст коптської літератури

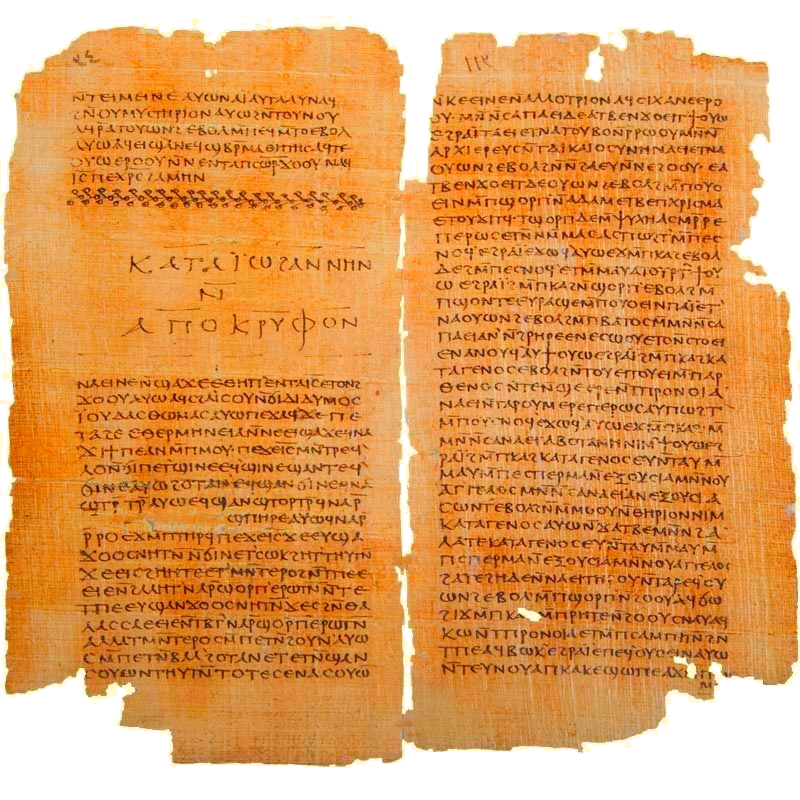
Папірусний кодекс II з Бібліотеки Наг-Хаммаді. Тема «'», Коптський музей

Однією з головних особливостей початкового етапу розвитку коптської книжкової культури в III—V століттях було абсолютне переважання перекладної літератури (з грецької мови). Хоча коптська мова включає п’ять говорів і близько 10 говірок, на письмі в період існування мови зафіксовано тільки два — саїдський і субахмімський, які до певної міри змагались один з одним. Коптський переклад Святого Письма, мабуть, був виконаний ще в III столітті. Однак з християнською традицією конкурували гностицизм і маніхейство, чиї тексти складають значну частину літератури ранньої коптської літератури. Коптський гностичний фонд включав Євангеліє, Апокаліпсис, апокрифічні діяння апостолів, трактати, послання, повчання, тлумачення. До IV століття відносилась місіонерська діяльність маніхеїв у долині Нілу. Маніхейські твори збереглись здебільшого в коптських перекладах IV—V століть. Через активність єгипетських християн гностичні та маніхейські громади зникли до кінця V століття, завдяки цьому збереглись бібліотеки, сховані в пісках пустелі. Характерно, що гностичні праці майже всі створені саїдським діалектом, а маніхейські — субхмімським. Більшість цих творів були раніше невідомі науці або відомі лише в уривках та згадках грецьких авторів.
Оригінальна коптська література кількісно завжди була меншою за перекладну. У ранній період її значення було лише практичним. Першим відомим письменником був Пахомій Великий, засновник перших монастирів. Жанри коптських творів того часу — статути, повчання, проповіді та послання. Найчастіше вони стосувались внутрішнього монастирського життя, відносин монастирів між собою та з населенням. До IV—V століть відносяться коптські писемні пам’ятки церковно-історичного змісту. З грецької перекладались соборні постанови, списки учасників соборів, але найохочіше — оповіді про них, які розвивали художню уяву та плавно сполучались із романними сюжетами.

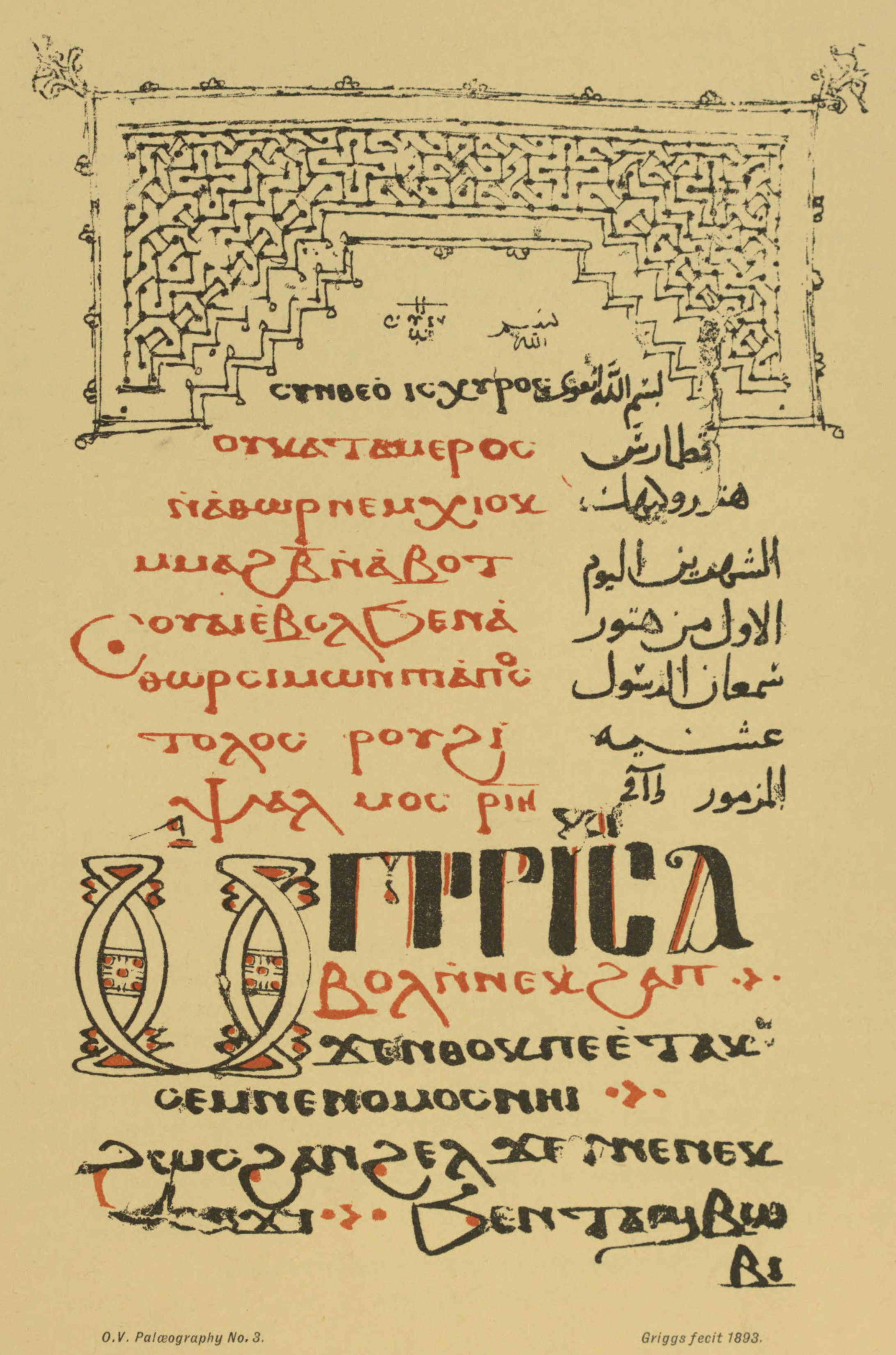
Літургійний коптський текст з арабським перекладом, XV століття. Ілюстрація з «Palæography: Notes upon the History of Writing and the Medieval Art of Illumination»

Антична наукова традиція в коптській писемності представлена всього двома текстами — напівфольклорним «Фізіологом» і трактатом «Про самоцвіти» Єпіфанія Кіпрського. Головними в даних творах були християнсько-алегоричні тлумачення. Своєрідною сумішшю магії, нумерології та філології був містико-філософський трактат «Про потаємні сенси грецьких букв» апи Себи (V—VI століття), створений під впливом праці Гораполлона про єгипетські ієрогліфи «Таємниці єгипетських письмен» (мабуть, кінець IV століття; зберігся лише в грецькому перекладі).  
Після арабського завоювання в літературу ширше проникають фольклорні запозичення і виникає поезія. Оскільки зійшла нанівець авторитарна роль державної церкви, поширюються світські сюжети та відроджується жанр роману-легенди. Був створений язичницький «Роман про Камбіса» — який оспівує військову доблесть єгиптян і фараона, якого захищають Амон та Апіс (цей сюжет схожий на цикл про Петубастіса IX—VIII століть до н. е., збереженого в демотичних папірусах). Існував і «Роман про Олександра», перекладений з грецької. Коптська поезія подібна до давньоєгипетської — вона позбавлена розміру й рими та будується на ритміко-смисловій основі; вона призначалась для співу або речитативу на певний взірцевий манір, який вказувався по-особливому. До XIV століття основною церковною мовою стає бохайрський говір, і починається поступове відмирання живої коптської мови, яке розтягнулось на століття. Це призвело до створення коптської філології та специфічного жанру ліствиці У широкому сенсі — посібник для вдосконалення, представленої словниками та граматиками, супроводженими арабськими поясненнями. У середині XIII століття Іоан Самандуський писав:
Оскільки коптська мова зникла з вживання, батьки вже склали ліствицю, в якій зібрали всю мову, всі її імена та дієслова, щоб створити посібник для перекладу.
Ці всі посібники були схожі на словники-енциклопедії, розділені за тематичним принципом та були записані на папірусах ще з XVIII століття до н. е. На коптських філологів впливала арабська культура, а останні такі праці вже безпосередньо змикались знаковою коптологією: останній твір традиційного жанру — граматика Туки — була надрукована в 1778 році.

## Книжкова техніка

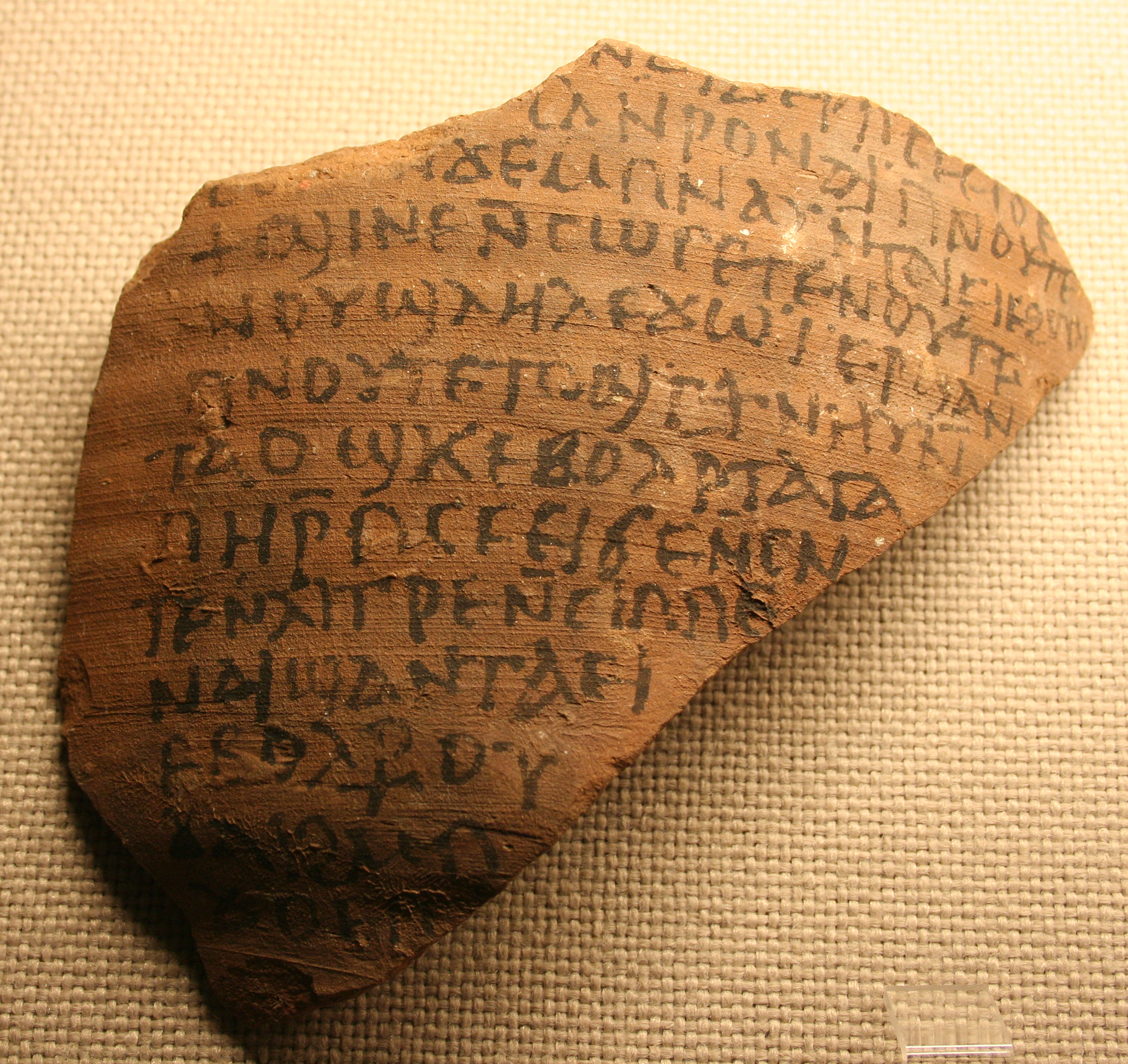
Коптський остракон VII століття. '

Коптські книги створювалися в монастирях, де переписувалися, як правило, на приватне замовлення; окремі відлюдники теж заробляли на життя переписуванням рукописів. У монастирські бібліотеки книги потрапляли через подарунки, часто вони виготовлялися в тій же оселі, для якої призначалися. Окремих скрипторіїв спочатку не існувало, переписування здійснювалося в кімнатах для загальних робіт, школах, навіть келіях ченців. Лише в документах після X століття згадуються «будинки каліграфів», що існували в найбільших монастирях.

### Матеріал для письма. Термінологія
Спочатку коптські книги виготовляли з папірусу. Коптська термінологія досить різноманітна: для писемного матеріалу використовувалося грецьке слово хартес, книга позначалася терміном джооме. Папірус-рослина міг називатися по-коптськи джоуф або запозиченим із сирійської мови словом тербейн. Слово папірус у документах зустрічається всього лише один раз у посланні Іоанна єпископа Шмуну. Упродовж впровадження пергаменту слово «хартес» стало позначати документ узагалі. Папірус був досить дорогий, тому для приватних послань і навчання письму використовували черепки-остракони та непотрібні вже списані папіруси. У деяких випадках із папірусу змивали текст і використовували його повторно (палімпсест). Для виготовлення пергаменту в Єгипті використовували шкіри овець і кіз, іноді — навіть газелей. Для позначення пергаменту використовувалося грецьке слово мембрана, частіше у формі епітета до «книги» (мембранон джооме), рідше — споконвічне слово шаар («шкіра»), ще рідше — термін «джооме». Паперове виробництво виникло у Фаюмі в VIII столітті, але єгипетський папір довгий час був гірший за сирійський і багдадський. Виробництво папірусу остаточно припинилося в X столітті, але пергамент був повністю замінений папером тільки до XV століття.
У греко-римську епоху для письма стали використовувати очерет, назва очерету перейшла й на знаряддя письма — по-грецьки каламос (перейшла в арабську мову), по-коптськи — каш. Калями досягали 20 см у довжину й 1,5 мм в діаметрі. З III століття їх стали розщеплювати, що дозволяло виписувати тонкі лінії. Відомо, що монахи обителі св. Епіфанія у Фівах використовували очерети довжиною 25 см і діаметром 1 см, які обрізали впродовж зношення. Для старого пір'я використовували дерев'яні подовжувачі. Чорнило в коптському Єгипті виготовляли традиційним способом — із сажі, замішаної на гуміарабіці. Чорнило розчиняли водою в пропорції 2:1. Для пергаменту використовували залізисті чорнила, які глибоко в'їдались у його поверхню, але вицвітали згодом, набуваючи червонувато-коричневого забарвлення. Червоне чорнило для ініціалів робили з вохри або кіновару, для мініатюр використовували пурпур, золото та срібло. Рядки на папірусі розграфлювали свинцевим коліщатком, а на пергаменті лінії проводили тупим боком складаного ножа, що залишав вдавлені сліди.

### Форми книг

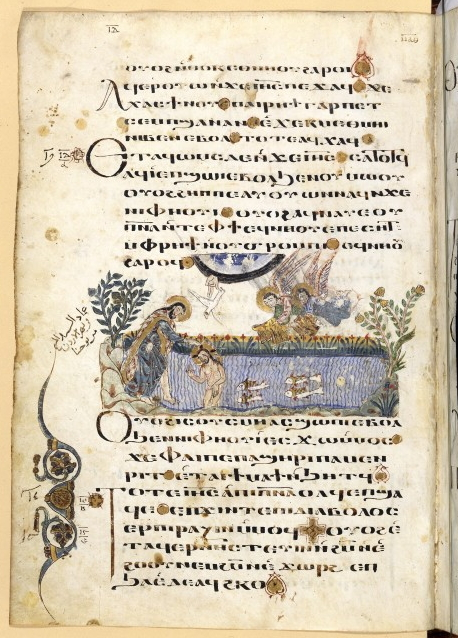
Хрещення Господнє. Добре видно знаки пунктуації та особливості оформлення коптського тексту без арабських елементів. Мініатюра з рукопису Євангелія, приблизно 1180 рік. Національна бібліотека Франції

Практично всі коптські книги мають форму кодексу. Найдавніші єгипетські кодекси датуються II століттям, вони могли бути як пергаментними, так і папірусними. Сувоїв збереглося тільки шість, все з текстами ахмімським говором, християнського змісту. У Наг-Хаммаді були виявлені 13 добре збережених кодексів IV століття, а М. Бодмер придбав приблизно 20 коптських кодексів III—IV століть, серед яких папірус з найдавнішим текстом Євангеліє від Іоанна, написаний бойхарським говором (раніше не було відомо про бохайрські тексти, створені до IX століття).
Ранні папірусні кодекси складалися з не більше 50 аркушів, що були обгорнуті в один зошит, тобто їхній обсяг не перевищував 200 сторінок: оскільки палітурка була м'якою — шкіряною на папірусній основі, — за більшої товщини блоку на корінець було велике навантаження. Формати кодексів різноманітні — від квадратних з довжиною сторони 10—15 см до форми подвійного квадрата, тобто з відношенням висоти до ширини 2:1, з висотою приблизно 30 см. Квадратна форма листа пояснювалася крихкістю папірусу, тому в часто використовуваних книг робили максимально широкими поля, а текст записували в одну колонку. Текст на пергаментних кодексах писали у дві колонки. Спочатку інформацію про книгу, включаючи назву, писали в самому кінці — ця традиція залишилася від книг-сувоїв, але досить швидко заголовки стали писати на першому аркуші, а в кінці залишився колофон, у якому іноді повідомлялася інформація про власника книги або переписувачів і оформлювачів. Знаки пунктуації копти запозичили в греків, але з часом вони перетворилися у форму орнаментації. Крапка з'явилася тільки в X столітті, її оформляли як квітку або плетену розетку. У ранніх рукописах застосовувався Crux ansata, схожий до стародавнього анкху, його ставили на полях, у кінці тексту або ж він займав окремий лист з багатою орнаментацією. Коптський хрест з'явився в рукописах із IX століття.

### Оформлення. Обкладинка

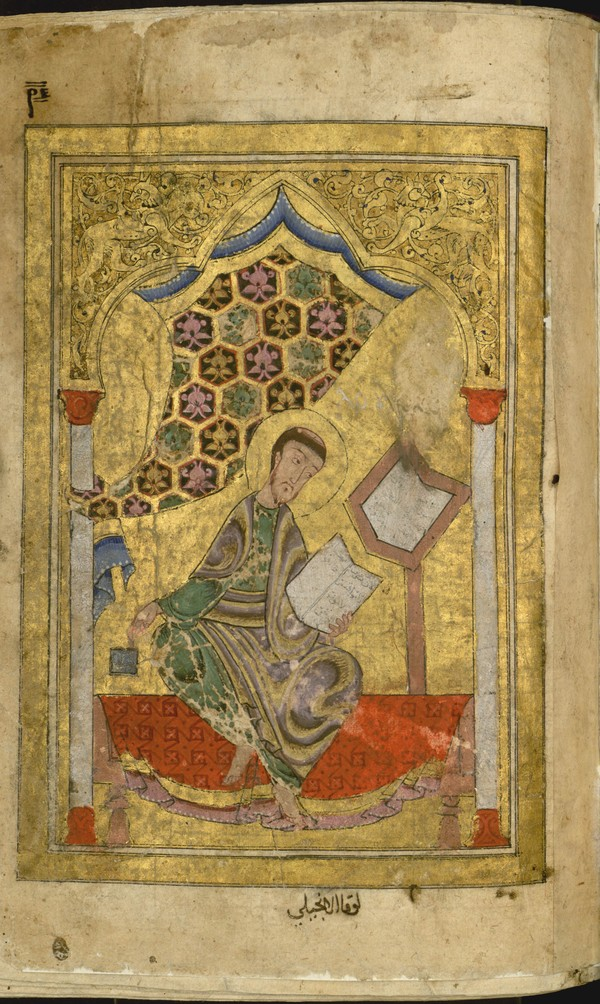
Євангеліст Лука. Коптська мініатюра з евангелістарію з арабськими поясненнями, приблизно 1250 рік. Бібліотека Фельса в Паризькому католицькому інституті

До V століття текст практично ніяк не прикрашали, це пояснювалося монастирськими аскетичними вимогами; втім, вони не поширювалися на якість матеріалу для письма й палітурки. У «Житії Пахомія Великого» говориться:
Він також навчав братів не звертати увагу на привабливість і красу цього світу, чи то хороша їжа, або одяг, або приміщення, або красиво оформлені книги..
Тільки з VI століття починають прикрашати книги книг, але до VIII століття вона була скупа й аскетична. З VI століття з'являються ініціали на полях, спочатку просто у вигляді букв великого розміру, без прикрас. Крім геометричного й рослинного орнаменту застосовувалися зображення тварин, особливо голубів, зайців, собак, кіз, газелей, левів і фантастичних істот. Тварини могли з'єднуватися з орнаментальною в'яззю та ініціалами. Загалом, в коптській книжковій ілюмінації мініатюра займала незначне місце порівняно з орнаментами.
Найдавніші збережені палітурки датуються кінцем III — початком IV століття. Коптські палітурки діляться на два основні типи: дерев'яні та шкіряні. Дерев'яні могли частково або повністю обтягуватись шкірою; прототипом такої палітурки були вощені таблички, скріплені металевими кільцями або нитками, з поглибленою центральною частиною (покритою воском) й опуклими краями. Коптське палітурне мистецтво сильно повпливало на палітурне ремесло і в Європі, і на Сході. Дерев'яна палітурка, обшита шкірою, зроблена за тим же зразком, що й коптські, відома в Англії ще з VII століття. Найдавніша палітурка, що збереглася там — на Євангелії від Іоанна, що належало Св. Кутберту. Дерев'яні кришки, покриті козячою шкірою, пофарбованою в червоний колір (саме такою шкірою, яка використовувалась в Єгипті), — це явно не місцева продукція, а імпорт зі Сходу. Коптська манера прикраси палітурок вплинула на іранське книжкове мистецтво — прорізні візерунки на золотому й кольоровому тлі; проте така техніка відома й у середньовічній Німеччині та Франції. Типова для німецьких і англійських книг XV століття схема розташування візерунків на палітурці є прототипом коптського прикрашання.

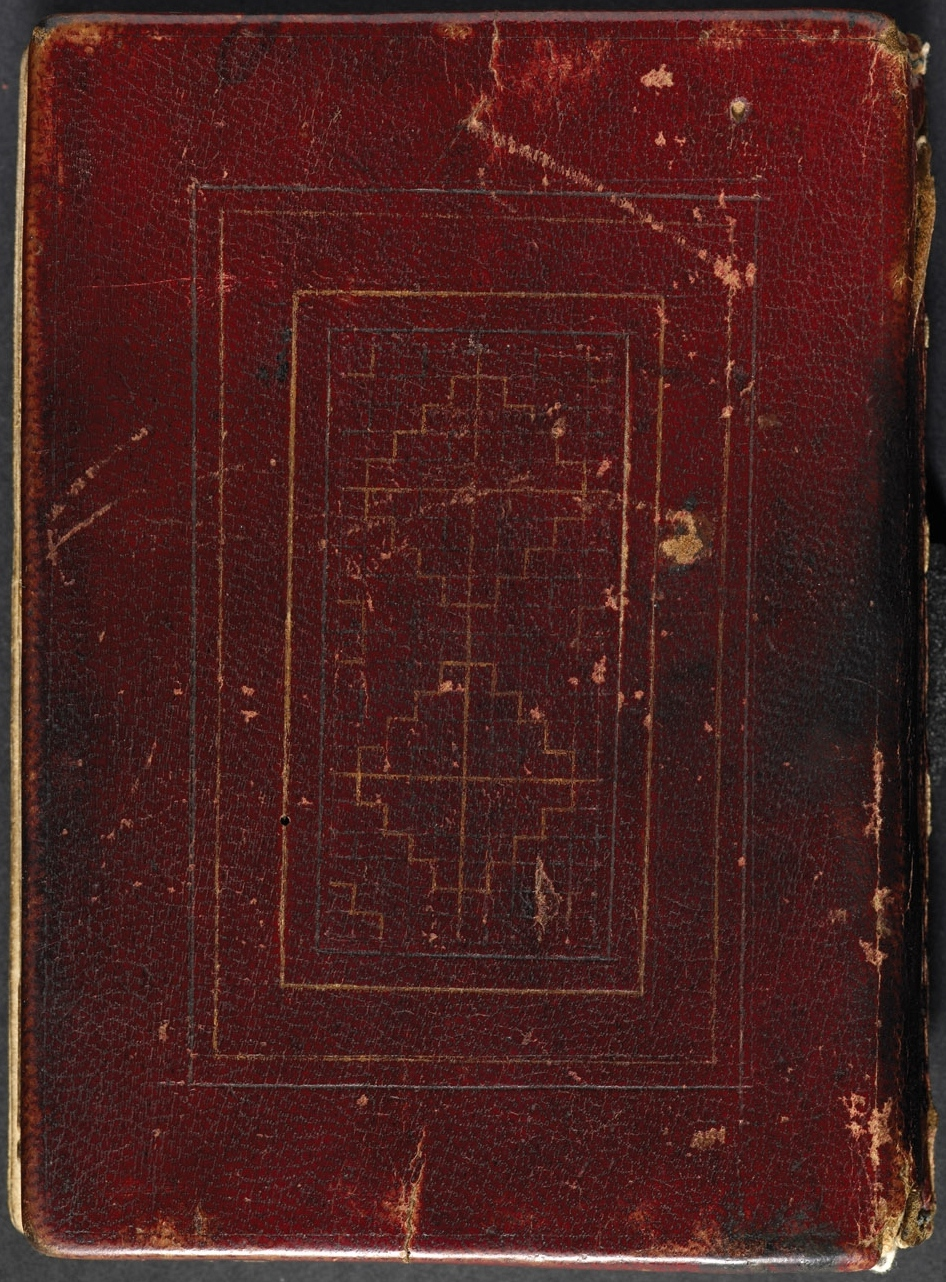
Задня кришка палітурки Кутбертового Євангелія. Британська бібліотека

Дерев'яні палітурки прикрашалися інкрустацією: візерунок на лицьовій дошці був центральним панно з рамкою. В одному з листів, що містяться в Кельнському папірусі, наводиться низка термінів для дерев'яного плетіння. Кришки-дошки називаються поче, центральне панно — пюле (грецизм — «ворота»), рамка — кот («оточення»), інкрустовані прикраси — єпса. З інших документів випливає, що шкіряні палітурки могли виготовляти й самі переписувачі, але дерев'яні палітурки, не кажучи про дорогоцінні з кістки, золота, срібла і каменів, які могли робити тільки фахівці. Для переплетення використовувався термін «прикрашати книгу» (тсано або грецизм космео). В одному з листів майстер повідомляє про посилку замовнику книги, що тимчасово знадобилася тому, просячи повернути її назад, щоб він її «прикрасив», і додає, що «прикрашає» «Апостола».
Під час розкопок на території монастиря архангела Михаїла поблизу Харабет-Хамулу в західній частині Фаюму була знайдена бібліотека добре збережених пергаментних книг VIII—X століть. У 1910—1911 роках Дж. П. Морган купив 52 кодекси, з яких 35 були в палітурках. Усі вони — шкіряні на папірусній основі з тисненими візерунками; 17 з них — різьблені, в тому числі 5 на основі позолоченого, 12 — на основі кольорового пергаменту. Візерунки на палітурках різноманітні, немає навіть двох тотожних, при цьому помітно, що вони — продукт єдиної школи.

## Зберігання книг
Книжкові шафи в монастирях коптів не мають аналогів — це закладені зовні віконні прорізи, в які вбудовувалися полички; іноді такі ніші забезпечувалися дверцятами. Тому термін, що означає книжкову шафу, коптською мовою дослівно — «вікно книг». Якщо книгозбірня була невелика, кодекси складали на лаву. Відома як мінімум одна палітурка VII століття з ланцюгом — особливо цінні або ті, які мали попит книги приковували до полиць, щоб їх не можна було винести. Проти розкрадання книг були спрямовані прокльони, записані в колофон рукописи. Характерно, що прокляття були дієвими ще в XIX столітті: Г. Бруґш у Ваді-Натруні не зміг купити жодного рукопису, в якому містилася подібна анафема.

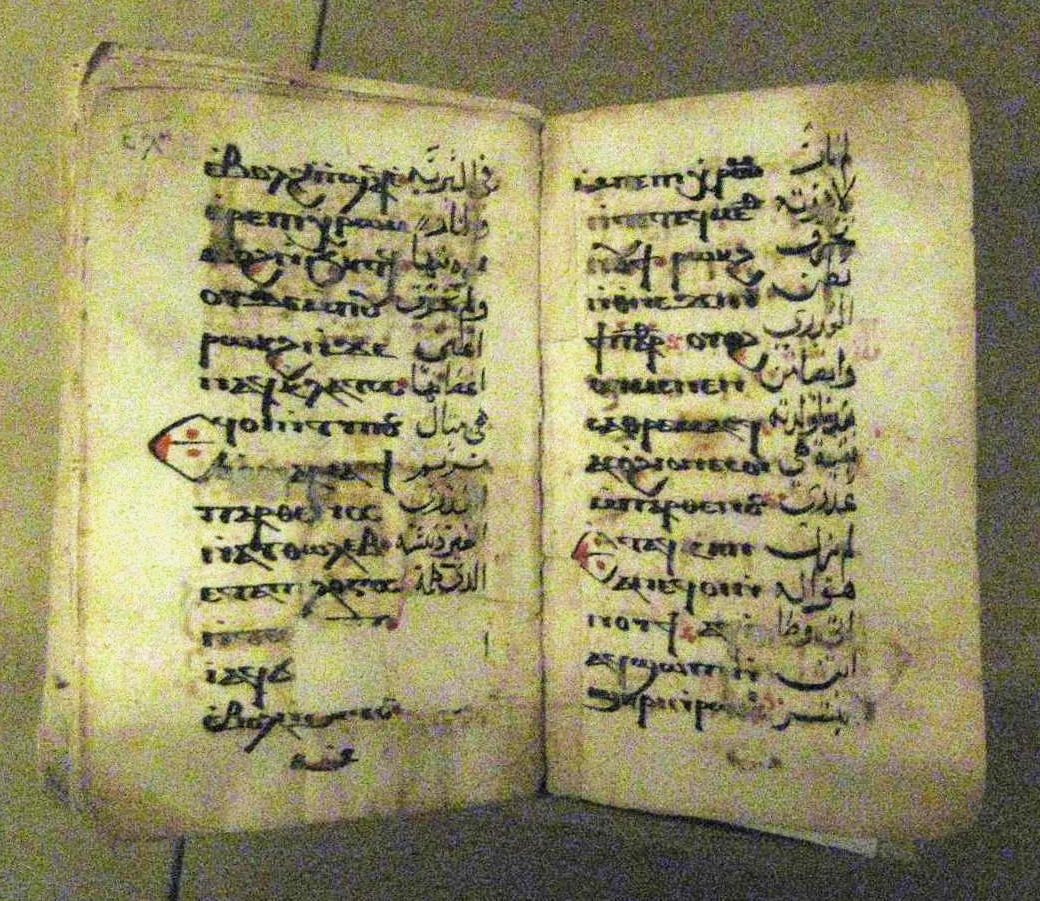
Пергаментний рукопис з Ваді-Натруну (ймовірно, з Монастиря Сирійців), переписана між 700 і 900 роками. Коптський текст забезпечений арабськими поясненнями. Метрополітен-музей

Щоб уникнути розриву біля корінця, копти охороняли книги від занадто сильного розгинання: томи нерідко забезпечувалися шкіряним ремінцем, що з'єднує протилежні кришки палітурки. Ремінець натягувався, коли книгу розкривали, й не давав їй розігнутися зовсім. Пюпітри для читання мали форму двох площин, що сходяться під тупим кутом для утримування книги розкритою та не давали розірвати корінець.
Специфіка книжкової культури Єгипту — в приховуванні книг у пустелі заради їхнього збереження. Традиція виникла ще в період переслідувань римською владою християн, а потім — язичників і єретиків християнами; пізніше на монастирі нападали пустельні племена та їм загрожували війни. У подібних випадках власники прагнули закопати книги, тому багато бібліотек ранньосередньовічного Єгипту добре збереглися. Найчастіше рукописи загортали в тканину й поміщали в глечик, як сталося з бібліотекою Наг-Хаммаді й зборами ченця Файбамона (п'ять кодексів). Маніхейська бібліотека була захована в дерев'яній скрині, причому кожен кодекс був ще затиснутий двома дошками. Так само зберігалися й бібліотеки в занедбаних монастирях, наприклад, в Едфу.

## Читацьке середовище

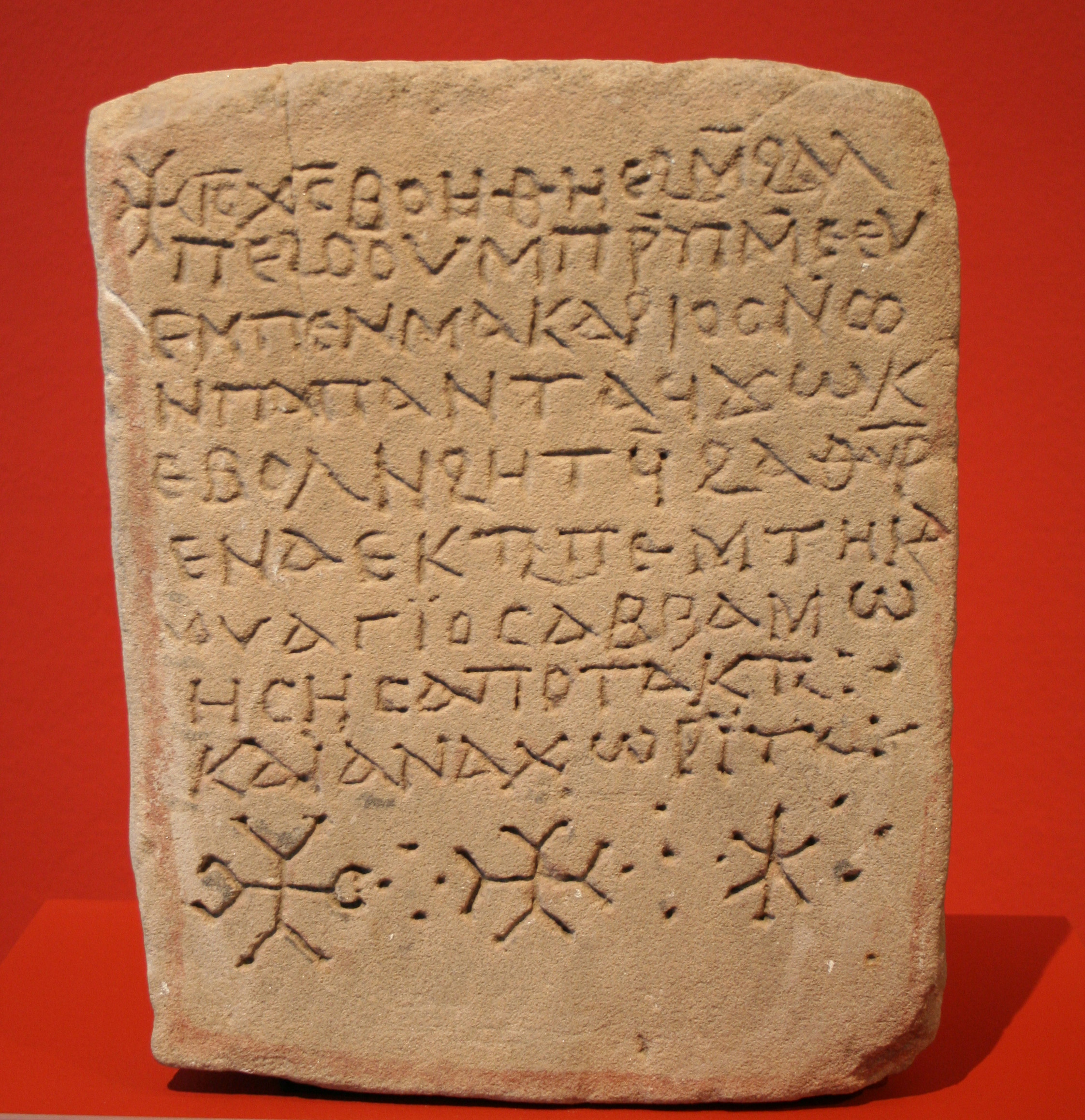
Стела з коптським написом. Музей Ремера й Пеліцеуса, Гільдесгайм

### Грамотність
До створення алфавіту грамотність єгиптян була дуже низькою, що пояснювалося як закритим характером інтелектуальної культури, так і складністю засвоєння писемності. Після створення коптського письма діячі коптської церкви наполягали на необхідності освіти, а Пахомій Великий включив у свій монастирський устав вимогу до монахів вміти читати й писати.
Оцінити ступінь поширення грамотності серед коптів складно. Офіційною мовою Єгипту до початку VIII століття була грецька, відповідно, вона була престижною, а все, що виходило за межі грецької культури, вважалося неписьменністю («аграммата»). Від римського періоду залишився документ — петиція дев'яти жерців храму Кроноса (Петбе), з яких восьмеро були ігуменами З грецької — «ведучий»; напевно, категорія розряд вищого жрецтва., а один був писцем-«граматиком». Однак петиція була підписана тільки одним ігуменом, оскільки інші «не знають грамоти». Таким чином, освічені єгиптяни — носії традиційної культури (в тому числі писар) — також вважалися неписьменними. Отримати уявлення про число грамотних коптів можна тільки після вивчення ділових документів, а точніше — підписів осіб, що видають документ, і свідків.
Розквіт коптської документалістики припав на VIII століття, від якого дійшла переважна більшість документів, а також епіграфічних пам'яток: візантійська адміністрація з грецьким діловодством припинила існувати, а нова — арабська — ще не встигла створитися. Формуляри залишилися колишніми, так само як юридичні формули та термінологія, запозичена з грецької мови, тобто коптська мова була просто допущена в адміністративну сферу. А процес заміни грецького й коптського діловодства арабським вимагав докорінної перебудови.
Найбільший коптський документальний фонд був виявлений у Джемі (район Фів) й датований другою половиною VIII століття. На думку Франка Штайнмана, число грамотних коптів у той період могло досягати 40—50%, причому у відповідних соціальних групах цей відсоток був набагато більший. Серед духовенства грамотних було 78%, а в середовищі сільської адміністрації — 32%. Водночас більшість землевласників, які фігурували в документах, були неграмотні. Серед представників нижчих станів, які жили поблизу монастирів, відсоток грамотних був вищий — в одному з документів згадується грамотний пастух. Листування простих людей велося зазвичай на остраконах із глини або вапняку; тематика була різноманітна, особливо багато цікавого матеріалу дають ділові записки та прохання, адресовані родичам або сусідам.
Є також свідчення грамотності жінок — під час розкопок виявлені документи й листи, створені жінками, в тому числі переписані ними власноруч. Почерк і манера письма при цьому нічим не відрізняється від почерку на документах, написаних чоловіками. У Євсевія Кесарійського наводяться відомості про жінок-каліграфів, яких брали на роботу в грецькі скрипторії, а в документах згадуються також і коптські жінки, які переписували книги на замовлення.

### Приватні книжкові зібрання. Книжковий обмін

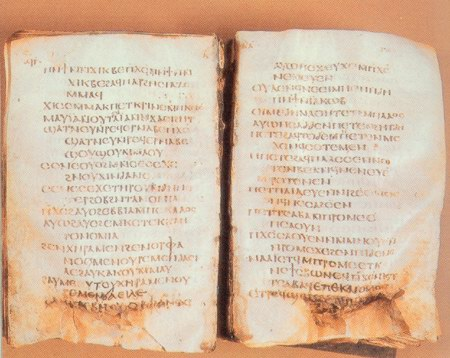
Псалтир з Аль-мудилю, виявлений в 1984 році — найдавніший з коптських псалтирів. Коптський музей

Власники приватних книжкових зібрань згадуються у святоотецькій літературі IV — першої половини V століття. Євагрій Понтійський мав колекцію «канонічних і чудових книг», які були спалені під час переслідування оригенізму. Пафнутій Скитський був одного разу звинувачений у крадіжці книги у свого товариша-ченця, який підкинув свою книгу в келію.
Свідчення існування приватних книжкових зібрань у коптів зберігаються в женевській бібліотеці Бодмера та інших музейних зібраннях Європи й США. У Женеві зберігаються 20 книг IV століття, що походять з невідомого місця у Верхньому Єгипті. Колись це була єдина бібліотека якоїсь освіченої людини. Туди входили: грецькою мовою — частина «Іліади», «Похмурець» Менандра, «Гомілія» Мелитона, апокриф «Різдво Марії», апокрифічне листування апостола Павла з коринфянами, 11-а ода Соломона, уривки з літургії, кілька копій Євангелія від Луки й від Іоанна, Псалми 33-й і 34-й, Діяння апостолів та різні послання апостолів; коптською мовою — частина Буття й Второзаконня, Вихід, Притчі, книги пророків Осії, Єремії, Варуха, Євангелія від Матвія та від Іоанна, Послання до Римлян. Книги були в шкіряних палітурках на папірусній основі, більшість із них переписано на папірусі, деякі — на пергаменті.
У 1920-ті роки в Гізі, неподалік від пірамід, у глечику були знайдені п'ять пергаментних томів малого формату (9—13 см заввишки) разом з монетами 527—602 років. З колофонів випливає, що вони належали ченцеві — брату Фойбамону — й були переписані на його замовлення каліграфом (свідоцтво, що монахи могли мати книги в особистій власності). Усі книги — коптською мовою. У 1-й кодекс входили Послання Павла і Євангеліє від Іоанна, в 2-й — Діяння Апостолів і Євангеліє від Іоанна, в 3-й — Псалми 1—50 і частина Євангеліє від Матвія, в 4-й — Псалми 51—151, у 5-й — апокрифічне листування Ісуса з Авгаром, апокрифічне послання Павла, Екклезіаст, Пісня над піснями й Рут. Збереглися й книжкові списки на остраконах і папірусах. В основному це опис майна, заповіту, рідше — каталоги бібліотек або списки книг, що посилають для обміну.
Оскільки книги складали величезну матеріальну цінність, ними обмінювалися для копіювання або вивчення. На одному з остраконів збереглася записка з проханням надіслати Книгу пророка Єремії, «щоб я прочитав її». При взятті рукопису в тимчасове користування зазвичай домовляються про термін повернення. У приватному листуванні зустрічаються вибачення за прострочення. Точний термін повернення книги — через два дні — написано на листі з Медінет-Абу, автору якого був потрібний медично-магічний довідник. Якщо книгу запозичив малознайомий чоловік — була потрібна рекомендація.

## Бібліотеки

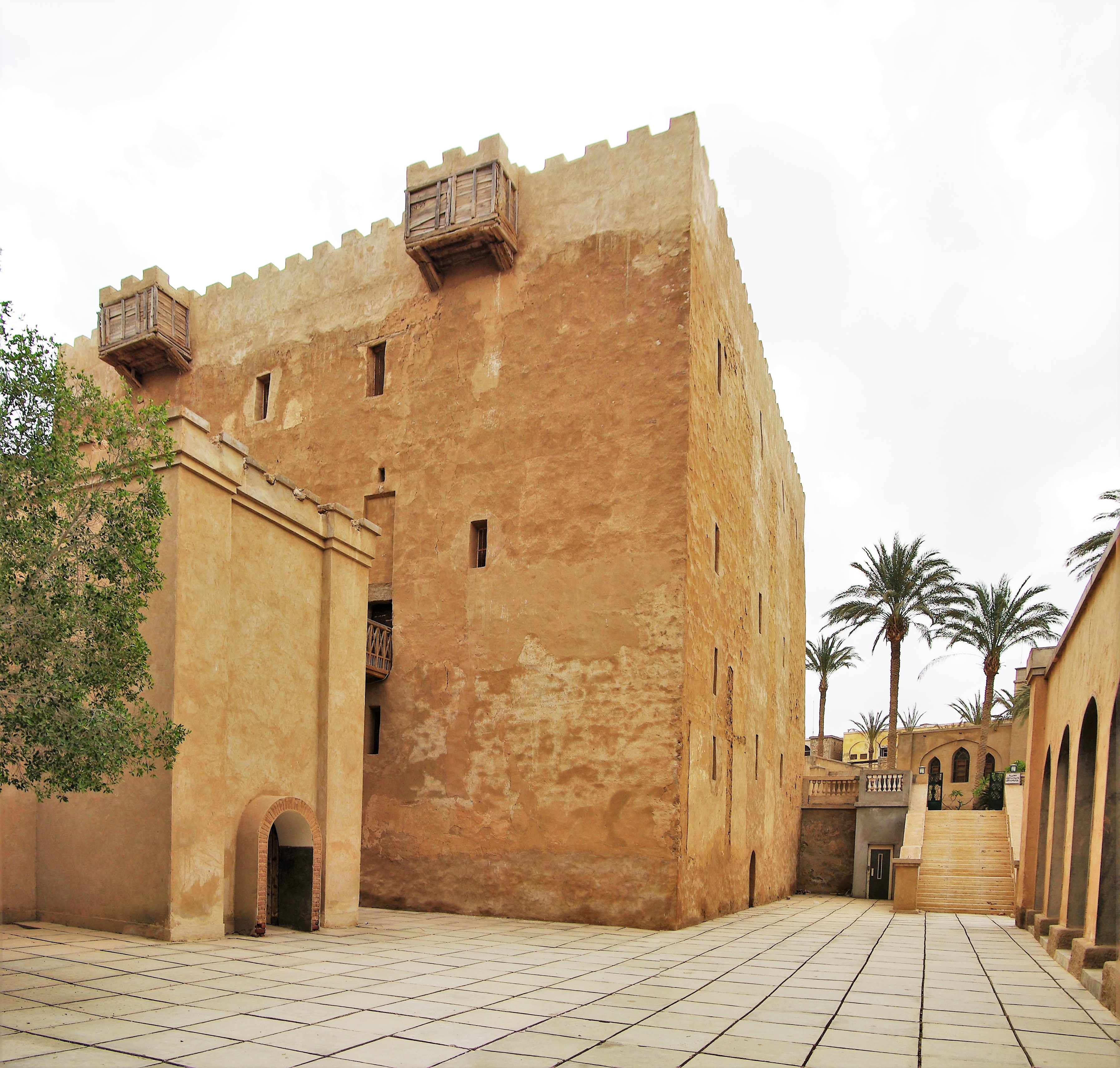
Вежа монастиря Макарія Великого. Світлина 6 листопада 2010 року

Основним типом коптських бібліотек були книжкові зібрання при церкві й монастирі. Монастирські бібліотеки були частиною храмового майна й повинні були знаходитися безпосередньо в церкві. Однак, зважаючи на небезпеку набігів і розграбування ризниці, за винятком книг, необхідних при повсякденному богослужінні, бібліотека містилася разом з іншими цінностями в укріпленій вежі «касрі». Під час розкопок монастиря Макарія Великого у Ваді-Натруні на другому поверсі вежі було знайдено приміщення бібліотеки. Його можна було відразу впізнати за віконними прорізами з вправленими дерев'яними полицями. Розглядався сховок, розташований між підлогою книгосховища й стелею приміщень першого поверху; там же знайшлися залишки бібліотеки коптською та арабською мовами; рукописи були складені в кошики.
Майже єдине письмове джерело для визначення складу коптських бібліотек — нечисленні каталоги, а також колофони рукописів, що містять відомості про замовника та виконавця даної роботи. Однак докладні колофони стали частиною коптської книжкової культури тільки під арабським впливом. Там називався монастир або навіть конкретна церква й отець-економ. Сама бібліотека не згадувалася, оскільки пожертвування в монастир книги було благодійним. Утім, в одному рукописі гомілій згадується допомога вченого бібліотекаря й використовується сам термін «бібліотека», причому в контексті, з якого випливає, що вона поєднувала функції книгосховища та скрипторію.

### Склад бібліотек
Поповнення церковних і монастирських бібліотек здійснювалося трьома шляхами: покупкою, даруванням і переписуванням на місці. Друге й третє найчастіше збігалося, оскільки благодійник замовляв книгу тому ж монастирю, в який робив внесок. Імператор Зенон виділив монастирю Св. Макарія щорічну субсидію, яка, судячи з усього, призначалася саме для поповнення бібліотеки. Проте пізніше бібліотеку повністю знищили. Найранішим свідченням наявності бібліотек у Ваді-Натруні є колофон у Ватиканському сирійському рукописі 576 року, в якому йдеться про те, що настоятель Феодор купив рукопис «для розгляду, читання й духовного повчання». Настоятелі та ченці могли на власні кошти або власноручним переписуванням поповнювати бібліотеки своєї обителі, як було в Білому монастирі в 986 році. Група ченців у середині XII століття замовила на власні кошти збірку духовних повчань у бібліотеку свого монастиря, й таких випадків чимало.
Найпоширенішим було подарування книг, яке в одному з колофонів називається «даром, більш обраним, ніж усі дари неба». Оскільки книга була дуже дорогою, то вона могла бути подарунком від цілої родини. Серед благодійників часто були жінки. Зустрічалися складніші схеми: на замовлення дарувальника копіювалася книга, що зберігається в монастирі, для пожертви копії в інший монастир. Близько 1118 року чернець Білого монастиря Георгій замовив для якоїсь церкви (її назва не збереглась) переписати лекціонарій із рукопису, що зберігається в монастирі, писареві-монаху Віктору цього ж монастиря. З колофону випливає, що Георгій спорудив церкву на свої гроші та дбав про службу в ній.
Для ченців перепис книг був не тільки послухом, а й внеском у майно обителі. У колофоні рукопису X століття з невідомого монастиря, що містить проповіді та послання патріарха Шенуди, зазначено, що «цей великий том переписаний ченцями, оскільки книга, яка в них була, сильно зносилася».
Дарувальники могли купувати й готові рукописи для вкладу в монастир. Складна історія сталася з одним Псалтирем: він був переписана дияконом Сусинне на початку XII століття, через багато років куплений якимось Птукесом і пожертвуваний у Білий монастир. Під час набігу Ширкуха на Єгипет в 1167 році він потрапив до тюркських солдатів, очевидно, після розграбування Білого монастиря, потім був викуплений у них якимось Абу-Насром і в 1172 році подарований ним, ймовірно, тому ж Білому монастирю.

### Статус і функціонування бібліотек
Монастирські бібліотеки мали подвійний статус — духовний і економічний. Бувши частиною церковного майна, книжкові зібрання входили в компетенцію отця-економа, тому в деяких колофонах приношення книгами адресується саме економату монастиря. Відповідно, економ найчастіше був і бібліотекарем, оскільки бібліотека була ще й господарським архівом; монастирські писарі вели й господарську документацію даної обителі. Зокрема збереглося чимало документів про дарування монастирям дітей зі стандартною формулою:

Я дав його (тобто дарчий документ) нашому батькові єпископу, щоб він помістив його в бібліотеку святого монастиря, щоб, якщо перешкодять хлопчикові бути рабом святого монастиря, його (тобто документ) пред'явили.
Коптські монастирські бібліотеки були абсолютно ізольовані від зовнішнього світу: в колофонах і маргіналіях згадуються й читачі-миряни. Багато коптських і сирійських вчених використовували матеріали бібліотек Єгипту для написання своїх праць, як-от Север Ашмунейський з його «Історією олександрійських патріархів» і Макарій — автор коптського «Номоканона». Деякі любителі книг, вступаючи в монастир, робили своїм послухом доведення до ладу бібліотек. Наприклад, наприкінці XII століття в Монастирі Сирійців був монах, «що заслужив добру пам'ять», оскільки переплів і реставрував майже 100 книг. 

### Склад книжкових зібрань
Збереглися три коптські книжкові списки: один на шматку папірусу, який робить неможливим ототожнення бібліотеки, другий — на остраконі, третій — на стінах приміщення бібліотеки. Список на остраконі зберігся найкраще: він був куплений у Луксорі в 1888 році в торговця старовиною. Це шматок вапняку неправильної форми з максимальними розмірами 18,5 × 24,5 × 2,8 см, списаний з обох сторін: на лицьовій стороні — у дві неправильні колонки, розділені лінією, причому рядки йдуть в напрямку найбільшого розміру, на звороті — суцільним текстом, причому рядки йдуть в напрямку від меншого розміру. За палеографічними даними його датують кінцем VII — початком VIII століття. Укладач його — т.зв. Калапесій. Монастир, якому належала бібліотека, мабуть, розташовувався поблизу Накади.
У списку на остраконі перераховані 80 книг, причому 33 — в первинному списку, який двічі доповнювався. У первинний список входять декілька книг Старого й Нового Заповітів, а також лекціонарії й статут Пахомія, настанови Афанасія Олександрійського й мартиролог апи Філофея. У списку поповнень із 25 пунктів книги різноманітніші за змістом: це житіє й книга з історії церкви. У другому доповненні вказані 22 книги, в тому числі Книги Йова, Данила, Притчі, проповіді, мартирологи, «маленька (книга) про багатих і бідних» і «лікарська книга». У списку кожен раз вказано писальний матеріал, на якому книга написана; перераховуються чотири види: пергамент, папірус, «папірус старий» і «папірус новий». Два останні терміни незрозумілі. У списку під № 48 згадується палімпсест. Усього в зборах 61 папірусна книга (з них 17 — на «новому», 8 — на «старому» папірусі). Розміри книг не вказувалися, але, якщо вони були малого формату, на це була вказівка (три випадки: № 32, 75, 79).
Уривок каталогу на папірусі був знайдений Фліндерсом Пітрі у Фаюмі в 1889 році. Він має заголовок «Список книг, які ми розмітили». Збереглося перерахування 105 рукописів — 16 книг Старого завіту (з них вісім Псалтирів), приблизно десять — Нового Заповіту, 44 лекціонарії, антифонарій, гомілії. Близько десятку книг — грецькою мовою. Як і в каталозі на остраконі, вказано матеріал — папірус або пергамент.

### Бібліотека Білого монастиря
Білий монастир розташований у 8 км на північний захід від Согаґу, це один із найстаріших єгипетських монастирів: він був заснований приблизно в 350 році святим Пжолем, дядьком знаменитого апи Шенуте. Свою назву він отримав вже в арабську епоху, оскільки був споруджений з тесаного вапняку. Його бібліотека, мабуть, була однією з найбільших, якщо не найбільшою за обсягом коптською бібліотекою. Її залишки були виявлені в 1883 році Г. Масперо. У той час вона складалася з пергаментних аркушів і обривків, яких було понад 4000; це все, що залишилося після розпродажу у XVIII столітті. Більшість рукописів, знайдених Масперо, було придбано паризькою Національною бібліотекою, інші розійшлися в музеї Берліну, Лондона, Лейдена й потрапило в руки торговців реліквіями.

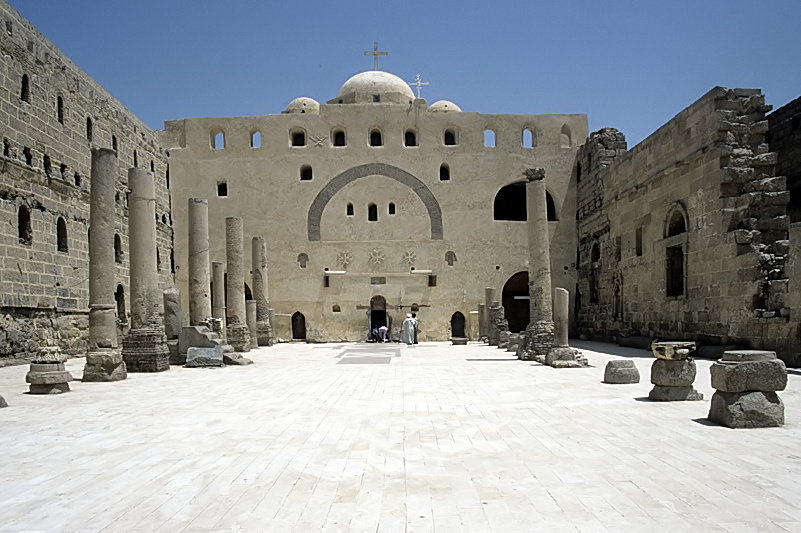
Церква святого Шенуте в була побудована близько 455 року. Світлина 2005 року

Масперо не звернув уваги на залишки написів на стінах бібліотеки. Тільки навесні 1903 року англійський канонік  В Англіканській церкві — штатний священнослужитель єпархіального кафедрального собору.В. Олдфілд під час відвідування руїн обителі списав графіті та написи. У маленькій кімнаті (12,5 кв. м), розташованій на північний схід від церкви, виявився каталог монастирської бібліотеки, написаний прямо в книгосховищі на тих місцях, де розташовувалися полички та ніші з книгами. Написи збереглися дуже погано, але дозволили зрозуміти логіку розташування книг і їхній приблизний склад. Біля північної стіни розташовувалися полиці з текстами Нового Заповіту, біля східної стіни — гомілетика й церковна історія, в західній — агіографія. Хоча біля південної стіни написи не збереглися, за порядком там повинні були розташовуватися книги Старого Заповіту. Час складання каталогу невідомий, але на початку кожного розділу бібліотекар написав коротку молитву за самого себе; його ім'я — апу Клавдій, син Палеу Місхіна.

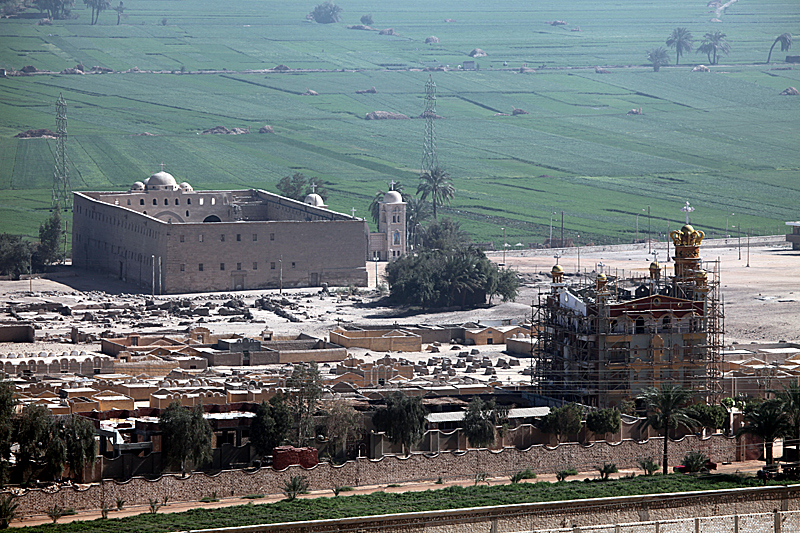
Вигляд Білого монастиря зі східного боку. Світлина 2010 року

У збереженій частині написів на північній стіні згадуються 109 рукописів Євангелія у футлярах і 10 — без футлярів, а також Послання й Діяння апостолів. На східній стіні написи збереглися найгірше — це якісь послання та праці єпископів, а також невідома книга з історії. На західній стіні вказано житія Виси, Севера Антіохійського, Пісентія, Іоанна Колова, апи Паміна, Археліта, апи Іллі, апи Авраама, апи Зиновія, апи Матвія, Кирила, Шенуте (8 примірників), апи Аполло, апи Пахомія (20 примірників), апи Марка, апи Мойсея (2 примірники), Матвія Бідного, апи Симона, Кипріяна Антіохійського, апи Самуїла, апи Феодора, апи Хеміме, апи Пахома з Хорсіесе і Феодором, 24 старців Скиту, апокрифічні діяння апостолів. Крім того, згадуються твори Виси (наступника Шенуте) про воскресіння й про «нашого батька апу Шенуте» та книга «Давид-цар» (13 примірників, очевидно, Псалми). Майже всі ці твори зберіглися до наших днів, причому у фрагментах і списках саме з Білого монастиря.
У 1972 році професор Тіто Орланді (Римський університет Ла Сапієнца) оголосив про початок проєкту реконструкції бібліотеки Білого монастиря, який поступово здійснюється.